# 天主教卡塔曼教區
天主教卡塔曼教区 （拉丁語：Dioecesis Catarmaniensis）是菲律賓一個羅馬天主教教區，屬天主教帕洛总教区。轄區包括北薩馬省。
2006年有教友380,000人、30個堂區、57名司鐸。現任主教為厄瑪奴耳‧特蘭斯。主教座堂為聖母領報座堂，位於北薩馬省首府卡塔曼。
1974年12月5日升為教區。